# تیلور (کارولینای جنوبی)
تیلور(به انگلیسی: Taylors) شهری در ایالت کارولینای جنوبی کشور ایالات متحده آمریکا است که جمعیت آن در سرشماری سال ۲۰۱۰ میلادی، ۲۱٬۶۱۷ نفر بوده‌است.